# 투트모세 1세

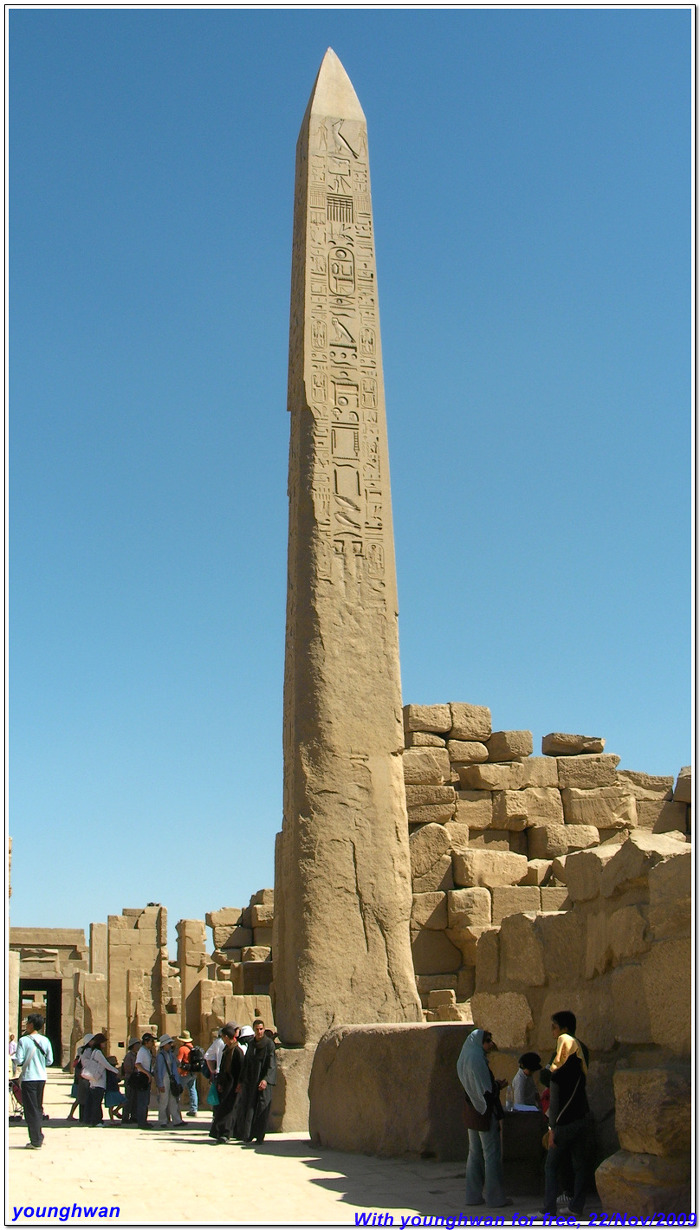
카르낙 신전에 있는 투트모세 1세의 오벨리스크

투트모세 1세(Thutmose I)는 투트모세 2세와 여왕 하트솁수트의 아버지이다. (재위: BC 1524~BC 1518) 원래 그는 이집트의 장군이었으나 아멘호테프 1세가 후계자 없이 죽자 투트모세가 그 뒤를 이었다. 그는 이집트의 세력을 늘렸으며 역대 파라오의 보물을 훔치던 도굴꾼을 아주 엄하게 벌했다고 한다. BC 1518년 투트모세 1세는 아들 투트모세의 2세에게 왕위를 물려주고 병사하였다.
투트모세 1세는 이집트 제18왕조의 세 번째 파라오였다. 그는 이전 왕인 아멘호테프 1세(Amenhotep I)가 죽은 후 왕위를 계승했다. 그의 통치 기간 동안 그는 레반트(Levant)와 누비아(Nubia) 깊숙한 곳으로 원정을 떠나 각 지역에서 그 어느 때보다 이집트 국경을 더 멀리 밀어냈다. 그는 또한 이집트에 많은 성전을 지었고 왕들의 계곡에 자신의 무덤을 지었다. 그는 이 일을 한 것으로 확인된 최초의 왕이다(아멘호테프가 그보다 앞서 있었을 수도 있지만).
그의 아들인 투트모세 2세가 왕위를 계승했고, 투트모세 2세의 누이인 하트셉수트가 왕위를 계승했다.